# Badenfahrt

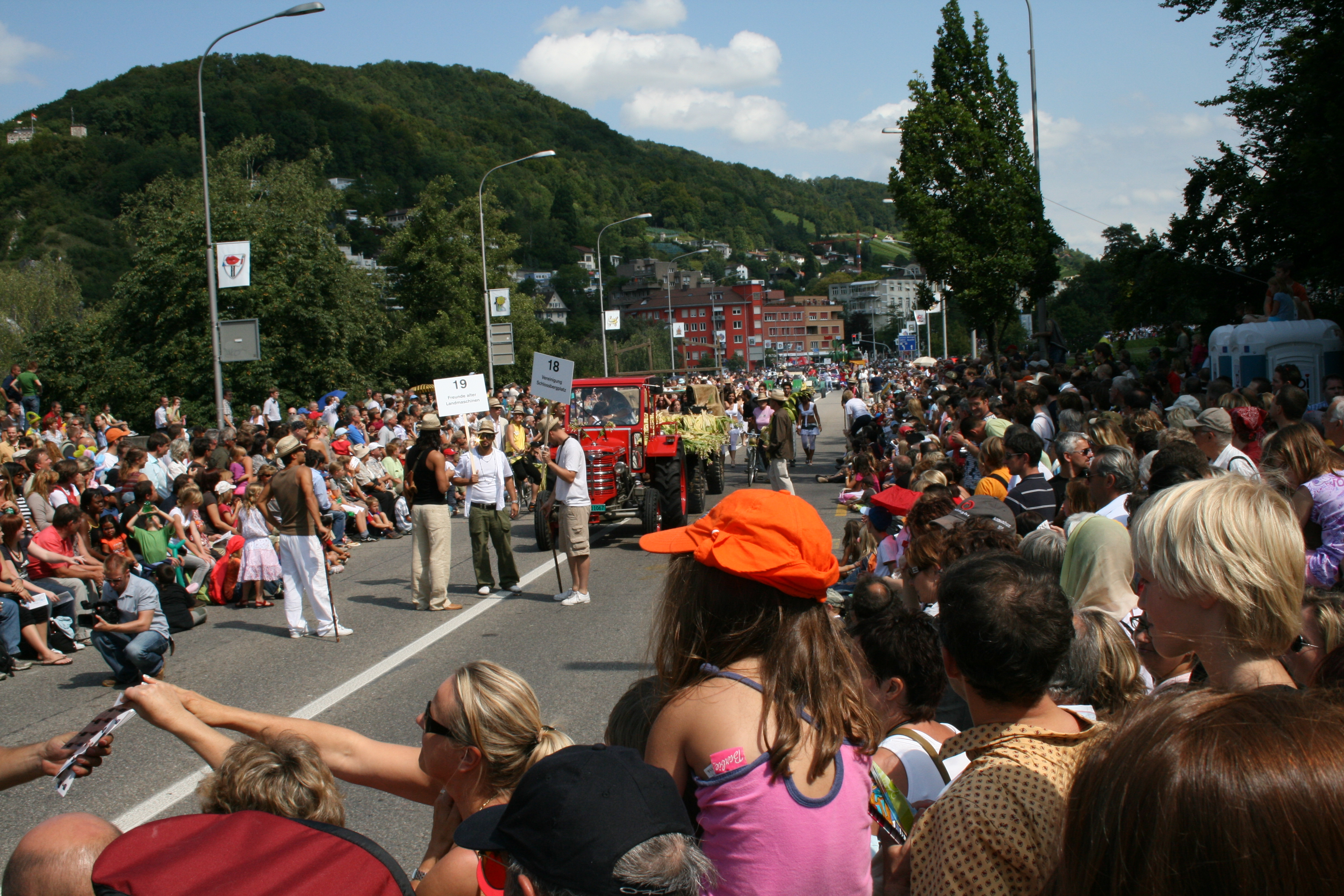
Umzug am ersten Sonntag der Badenfahrt 2007

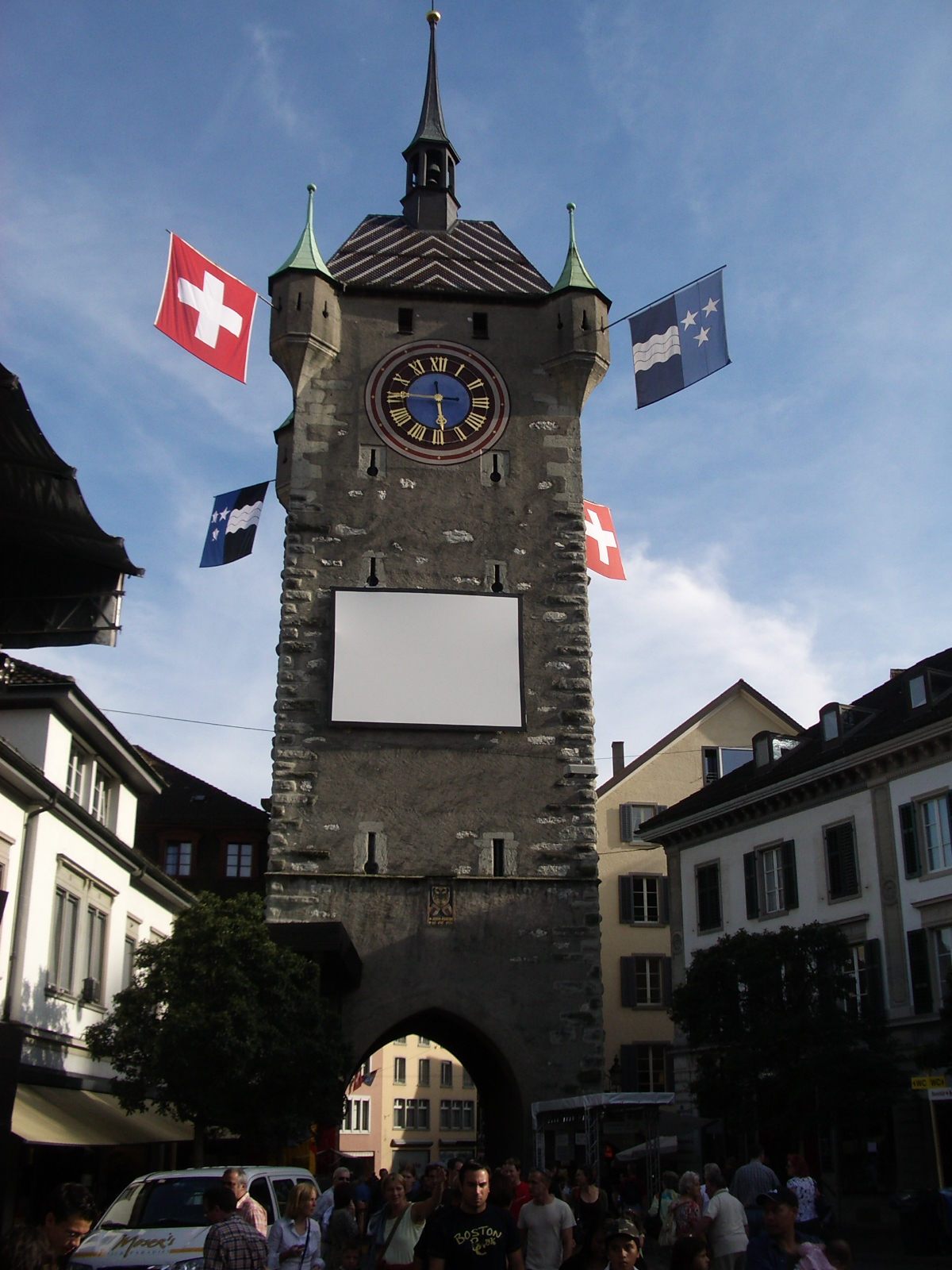
Badenfahrt 2007

Die Badenfahrt ist ein mehrtägiges Volksfest in Baden AG (Schweiz), das in der Regel alle zehn Jahre stattfindet. Die Veranstaltung zählte bei den jüngsten Austragungen mehr als eine Million Besucher und ist damit eines der grössten Feste der Schweiz und das mit Abstand grösste im Kanton Aargau. Das Bundesamt für Kultur führt die Badenfahrt seit Juli 2017 auf der Liste der lebendigen Traditionen in der Schweiz. Das Fest gehört damit zum immateriellen Kulturerbe des Landes. Bisweilen findet fünf Jahre vor bzw. nach einer Badenfahrt ein Stadtfest statt, das im Volksmund «kleine Badenfahrt» genannt wird. So fand auch im Jahre 2012 vom 17. bis zum 26. August ein Stadtfest unter dem Motto «Geschichten Schichten» statt, das auch an die Zerstörung von Schloss Stein 300 Jahre vorher erinnerte.
Nach der Badenfahrt 2017, die mit ca. 1,2 Millionen Besuchern einen Besucherrekord aufstellte, fand zur Feier des 100-jährigen Jubiläums bereits 2023 wieder eine Badenfahrt statt.

## Das Fest

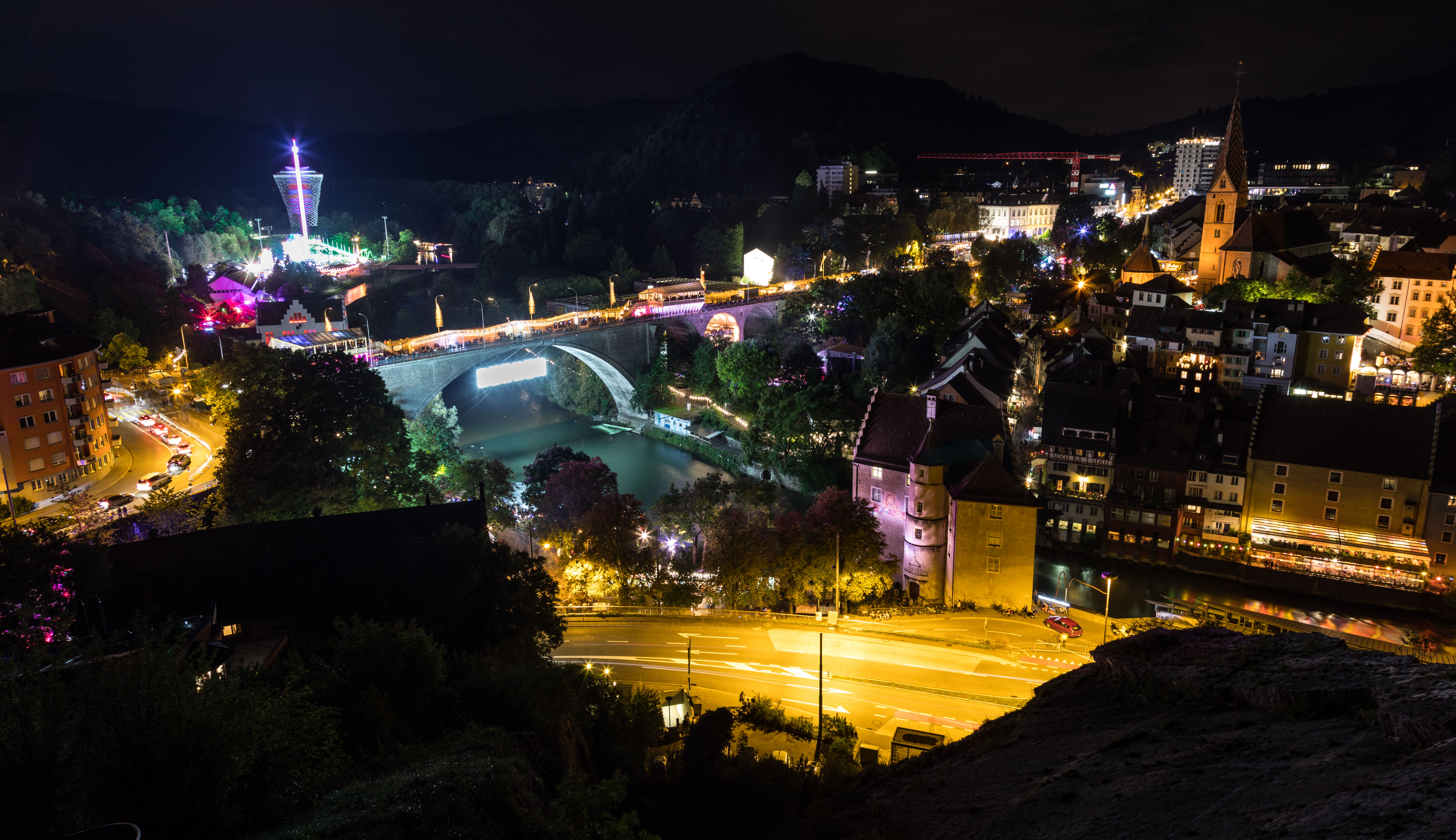
Festgebiet Hochbrücke / Graben / Halde, Badenfahrt 2017

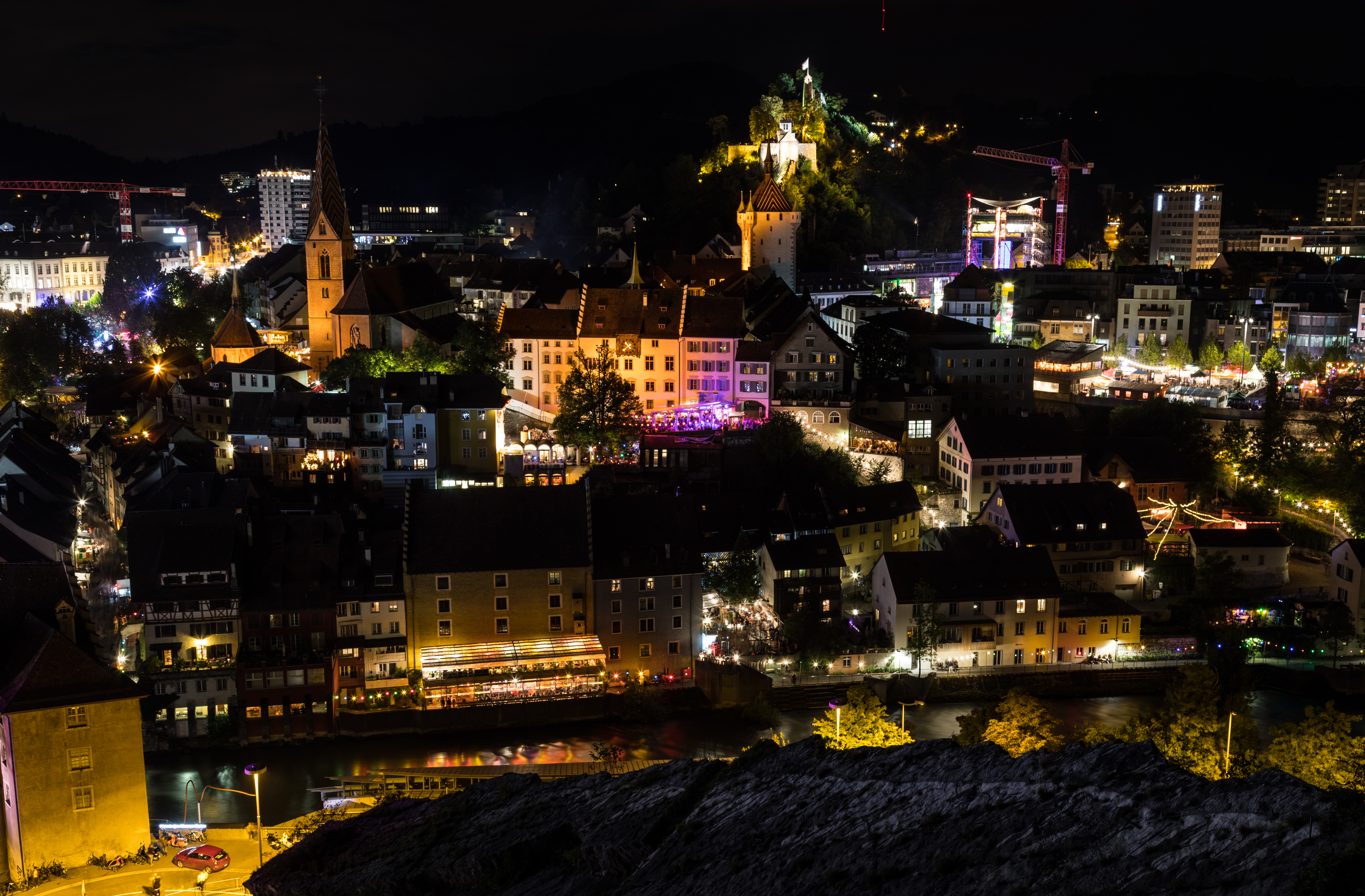
Badener Altstadt während der Badenfahrt 2017

Das Festgelände erstreckt sich über die gesamte Altstadt und umfasst auch Bereiche um den Bahnhof. Ein wesentlicher Bestandteil sind die etwa 100 «Festbeizen»: Restaurants, Bars und andere Attraktionen, die grösstenteils von Vereinen aus der Region organisiert und betrieben werden. Dabei handelt es sich nicht um gewöhnliche Bierzelte, sondern um individuelle Kreationen, in die viel Fantasie, aber oft auch das Können von Architekten, Bauingenieuren und Handwerkern unter den Vereinsmitgliedern investiert wird. So wurden für «Welt statt Baden» 2007 unter anderem ein Moulin Rouge, ein French Quarter, ein griechischer Tempel, ein Bambustempel, ein Sing Sing und eine Klosterwirtschaft errichtet.
Daneben gibt es zahlreiche kulturelle Veranstaltungen, wie z. B. Theateraufführungen oder Openair-Konzerte mit bekannten Bands und Musikern. In der Vergangenheit wurden an den beiden Festsonntagen Umzüge durchgeführt, bei denen sich alle beteiligten Vereine präsentierten. 2017 wurde erstmals und auf Wunsch vieler Vereine, auf die Umzüge, die neben dem Abschluss-Feuerwerk zu den Höhepunkten der Badenfahrt zählten, verzichtet.

## Historischer Hintergrund
Der Begriff «Badenfahrt» wurde im Mittelalter geprägt, als das Städtchen Baden wegen seiner heissen Thermalquellen und der damit verbundenen Zerstreuungen ein beliebtes Reiseziel für weltliche und geistliche Würdenträger war. Insbesondere der Status Badens als wichtigster Sitzungsort der eidgenössischen Tagsatzung trug dazu bei. Nach der Reformation begaben sich auch viele Bürger Zürichs ins katholisch gebliebene Baden, um sich zeitweise den strengen zwinglianischen Sittenvorschriften zu entziehen. In besseren Kreisen war es durchaus üblich, nach Baden in eine Kur zu fahren und sich dabei auf dem Heiratsmarkt umzusehen bzw. zu zeigen. Schriftsteller wie David Hess, Niklaus Manuel und Thomas Murner nahmen auf Badenfahrten Bezug. Die «Spanisch-Brötli-Bahn» förderte ab 1847 den Badetourismus zusätzlich.
Das erste Volksfest mit der Bezeichnung Badenfahrt fand 1923 statt und gedachte des Friedenskongresses von 1714, an dem europäische Gesandte den Frieden von Baden ausgehandelt hatten, der zur Beendigung des Spanischen Erbfolgekrieges beitrug. Die erste «grosse» Badenfahrt wurde 1937 durchgeführt. Das Fest von 1947 stand unter dem Zeichen der Hundertjahrfeier der Schweizer Eisenbahnen, wobei die SBB Baden als offiziellen Festort bestimmten. Das für 1957 geplante Fest fiel wegen der umfassenden Verkehrssanierung aus. Die Tradition wurde aber 1967 wieder fortgeführt. Seit 1972 bzw. 1982 finden jeweils 5 Jahre nach der Badenfahrt sogenannte «kleine» Badenfahrten statt, wobei von diesem Turnus beim Vorliegen guter Gründe auch immer wieder abgewichen wird.
Die Badenfahrt 2023 fand aus Anlass des 100-jährigen Jubiläums der Badenfahrt vom 18. – 27. August 2023 unter dem Motto «Neo-» statt. Das soll Vergangenheit, Gegenwart und Zukunft vereinen, «Neo-» soll eine Brücke zwischen der Tradition der Badenfahrt und zukünftigen Festen bilden.

### Chronologie
| Jahr | Motto                              | Bemerkungen |
| ---- | ---------------------------------- | --- |
| 1923 | «Der Europäische Friedenskongress» | Um Geld für die Theaterstiftung aufzutreiben, wurde ein Fundraising betrieben. |
| 1937 | «Im Wandel der Zeiten»             | Zum 90. Jubiläum der Spanisch-Brötli-Bahn liessen die «Badenfahrer» die Biedermeierzeit wieder aufleben. |
| 1947 | «Tragen, Schleppen, Fahren»        | Auch zum 100-jährigen Bestehen wurden die Festbesucher mit historischen Kostümen in die glorreichen Zeiten der Stadt Baden zurückversetzt.                                                                                          |
| 1957 |                                    | Die Badenfahrt entfiel wegen grösserer Umbauarbeiten, insbesondere im Bereich der Schulhausplatz-Kreuzung und des Bahnhofs. |
| 1967 | «Räder machen Leute»               | Integration und Gemeinschaftsförderung sollten durch das Fest gefördert werden. |
| 1972 | «125 Jahre Spanisch-Brötli-Bahn»   | Da das Jubiläum aus dem Zehnjahres-Intervall fiel, wurde dieses Fest als «kleine» Badenfahrt bezeichnet. |
| 1977 | «Wasser»                           | |
| 1982 | «Illusionen»                       | |
| 1987 | «Bade fahrt ab»                    | |
| 1991 | «Swiss made»                       | |
| 1997 | «La Badenfahrt»                    | |
| 2007 | «Welt statt Baden»                 | Die fünf Festbezirke hatten nochmals ihre jeweiligen Untermottos: «Alte Welt / Neue Welt», «Götterwelten / Mythologien», «Unterwelt / Halbwelt», «Glamour- und Glitzerwelt, Spielwelten», «Wasserwelt / Inselwelten / Südseeträume» |
| 2012 | «Geschichten Schichten»            | Das Stadtfest 2012 erinnert an die Schleifung von Schloss Stein nach der Kapitulation Badens im Zweiten Villmergerkrieg und wird auch als «kleine» Badenfahrt bezeichnet.                                                           |
| 2017 | «Versus»                           | Die 6 Festgebiete standen im Gegensatz zueinander: «Nord vs. Süd», «Oben vs. Unten» und «Alt vs. Neu» |
| 2023 | «NEO-»                             | Brückenschlag zwischen Geschichte und Zukunft. Die Badenfahrt feiert damit 100-jähriges Jubiläum. |

## Organisation
Die Badenfahrt wird von einem privaten Verein, dem «Badenfahrt-Komitee» organisiert. Personell ist diese stark mit der lokalen Badener Politik und öffentlichen Leistungserbringern besetzt. Dieses übergeordnete Komitee bestimmt die groben Strukturen des Festes, wie Motto, Umzug, Feuerwerk, Infrastruktur, Öffnungszeiten, öffentliche Veranstaltungen etc. Im Bereich Infrastruktur werden wichtige und zentrale Dienstleistungen organisiert und zentral in Auftrag gegeben. Dazu gehören insbesondere Abfallbewirtschaftung, Strom- und Wasserversorgung, Platzzuteilung, Regelung des Auf- und Abbaus.
Die eigentlichen Festbeizen, welche von Vereinen und teilweise von Gemeinden oder Firmen betrieben werden, sind nochmals selbständig mit je einem eigenen OK organisiert. Die Rahmenbedingungen, welche vom Komitee vorgegeben werden, lassen viel Spielraum. Somit bleibt es jedem Veranstalter selber überlassen, ein Budget auszuarbeiten, ein Konzept für den Betrieb aufzustellen, Bauten zu planen und umzusetzen, Helfer zu organisieren etc.